# Anaconda (Kings Dominion)
Pour les articles homonymes, voir Anaconda (homonymie).
Anaconda sont des montagnes russes en métal du parc Kings Dominion, situé à Doswell, en Virginie, aux États-Unis. Elles ont été construites par Arrow Dynamics et ont ouvert le 23 mars 1991. Ce sont les premières montagnes russes à loopings à avoir un tunnel sous l'eau et les premières montagnes russes du parc à avoir plus qu'une inversion.

## Parcours
Le train sort de la gare et monte le lift hill de 39 mètres de hauteur. Il fait la première descente en tournant vers la droite et entre dans un tunnel sous l'eau. Il sort du tunnel et fait un looping vertical haut de 30,5 mètres suivi d'un Sidewinder (la version d'Arrow Dynamics de l'Immelmann) haut de 27,4 mètres. Après une petite bosse, le train entre dans la première zone de freins. Ensuite, il y a quelques virages et un double tire-bouchon à 6,1 mètres au-dessus de l'eau. Il y a finalement une petite bosse qui passe sous le lift et qui tourne vers la gauche vers les freins finaux avant un demi-tour vers la gare.

## Trains
Anaconda a deux trains de sept wagons. Les passagers sont placés à deux sur deux rangs pour un total de vingt-huit passagers par train.